# South Webster
South Webster é uma vila localizada no estado norte-americano de Ohio, no Condado de Scioto.

## Demografia
Segundo o censo norte-americano de 2000, a sua população era de 764 habitantes.
Em 2006, foi estimada uma população de 749, um decréscimo de 15 (-2.0%).

## Geografia
De acordo com o United States Census Bureau tem uma área de
3,4 km², dos quais 3,4 km² cobertos por terra e 0,0 km² cobertos por água. South Webster localiza-se a aproximadamente 205 m acima do nível do mar.

## Localidades na vizinhança
O diagrama seguinte representa as localidades num raio de 24 km ao redor de South Webster.